# Godiva rubrolineata
Godiva rubrolineata Edmunds, 1964 è un mollusco nudibranchio della famiglia Myrrhinidae.